# Праліси і квазіпраліси Шибенського лісництва
Праліси і квазіпраліси Шибенського лісництва — пралісова пам'ятка природи місцевого значення. Об'єкт розташований на території Верховинського району Івано-Франківської області, ДП «Верховинське лісове господарство», Шибенське лісництво, квартал 18, виділи 2, 4, 5, 8, 10, 14.
Площа — 69 га, статус отриманий у 2020 році.